# Limenitis tildeni
Limenitis tildeni är en fjärilsart som beskrevs av William D. Field 1934. Limenitis tildeni ingår i släktet Limenitis och familjen praktfjärilar. Inga underarter finns listade i Catalogue of Life.